# Poniatowice
Poniatowice [pɔɲatɔˈvit͡sɛ] (deutsch Pontwitz) ist ein Dorf in der Landgemeinde Oleśnica im Powiat Oleśnicki in der Woiwodschaft Niederschlesien im Südwesten Polens. In den Jahren vor 1945 war der Ort noch ein Teil Deutschlands.

## Geografie
Poniatowice befindet sich rund 13 Kilometer östlich von Oleśnica und 38 Kilometer nordöstlich von Breslau. Nachbarorte sind Ligota Polska (Alt Ellguth) im Norden, Jemielna (Gimmel) im Südosten, Stronia (Stronn) im Süden und Cieśle (Zessel) im Westen. Nördlich von Poniatowice verläuft die Europastraße 67.

## Geschichte
Pontwitz wurde erstmals 1246 urkundlich erwähnt. Nach der Teilung des Herzogtums Schlesien gehörte es ab 1312 zum Herzogtum Oels, das bis 1492 von den Schlesischen Piasten regiert wurde. 1327 übertrug Herzog Konrad I. von Oels sein Gebiet als ein Lehen an die Krone Böhmen, die ab 1526 die Habsburger innehatten. 1495 verlieh der böhmische König Vladislav II. das Herzogtum Oels als erbliches Lehen an Herzog Heinrich I., einen Sohn des böhmischen Königs Georg von Podiebrad und 1498 an dessen Nachkommen.

Schloss Pontwitz (1910)

Für das Jahr 1524 ist Wenzel Buchwitz von Buchau († nach 1530) als Erbherr auf Pontwitz belegt, dessen Familie seit dem frühen 16. Jahrhundert in Schlesien begütert war. Nach seinem Tod wurden 1545 Teiche und Mühle auf dem Grund des Gutes Pontwitz geteilt und die Erbfolge festgelegt. Der Vorgang wurde durch den damaligen Landesherrn, Herzog Johann von Münsterberg und Oels bestätigt und verbrieft. Beide Teiche und die Grundmauern der alten Mühle haben sich bis heute erhalten.
Nach der Mitte des 16. Jahrhunderts gelangte Pontwitz an das Adelsgeschlecht der Prittwitz und Gaffron. Nach dem Ersten Schlesischen Krieg fiel es 1742 wie fast ganz Schlesien an Preußen. Nach der Neuorganisation der Provinz Schlesien gehörte die Landgemeinde Pontwitz ab 1816 zum Landkreis Oels. 1874 wurde der Amtsbezirk Pontwitz gebildet, zu dem damals die Landgemeinden Ostrowine, Polnisch Ellguth und Pontwitz sowie die Gutsbezirke Dzielunke, Ostrowine, Polnisch Ellguth und Pontwitz gehörten. 1939 wurden in Pontwitz noch 925 Einwohner gezählt.
Als Folge des Zweiten Weltkriegs fiel Pontwitz 1945 an Polen und wurde in Poniatowice umbenannt. Die deutsche Bevölkerung wurde weitgehend vertrieben. Die neu angesiedelten Bewohner waren zum Teil Vertriebene aus Ostpolen. 1975–1998 gehörte Poniatowice zur Woiwodschaft Wrocław.

## Verkehr
Poniatowice hatte eine Haltestelle an der Bahnstrecke Herby–Oleśnica.

## Sehenswürdigkeiten
- Kirche der Jungfrau Maria

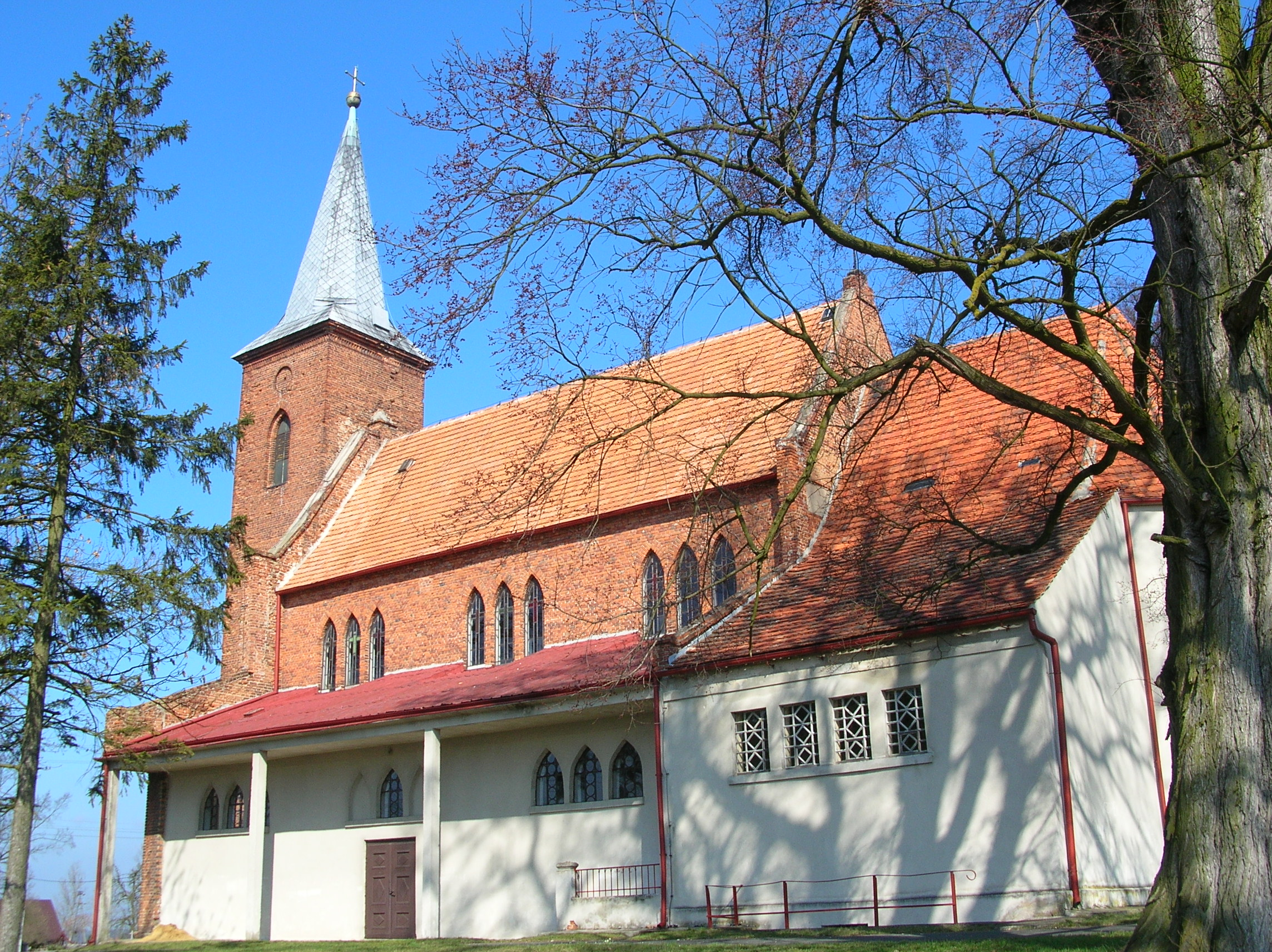
Kirche von Pontwitz/Poniatowice

- Reste des ehemaligen Schlosses Pontwitz
- Teiche und Grundmauern der alten Mühle
- Quelle und Bach des Zuflusses der Widawa
- Ruine eines Vorwerks

## Persönlichkeiten
- Moritz von Prittwitz (1747–1822), preußischer Generalleutnant
- Leonhard Moritz von Prittwitz und Gaffron (1686–1758), preußischer Landrat. Erhielt um das Jahr 1712 das Gut Nieder-Pontwitz.